# Lucien De Gheus

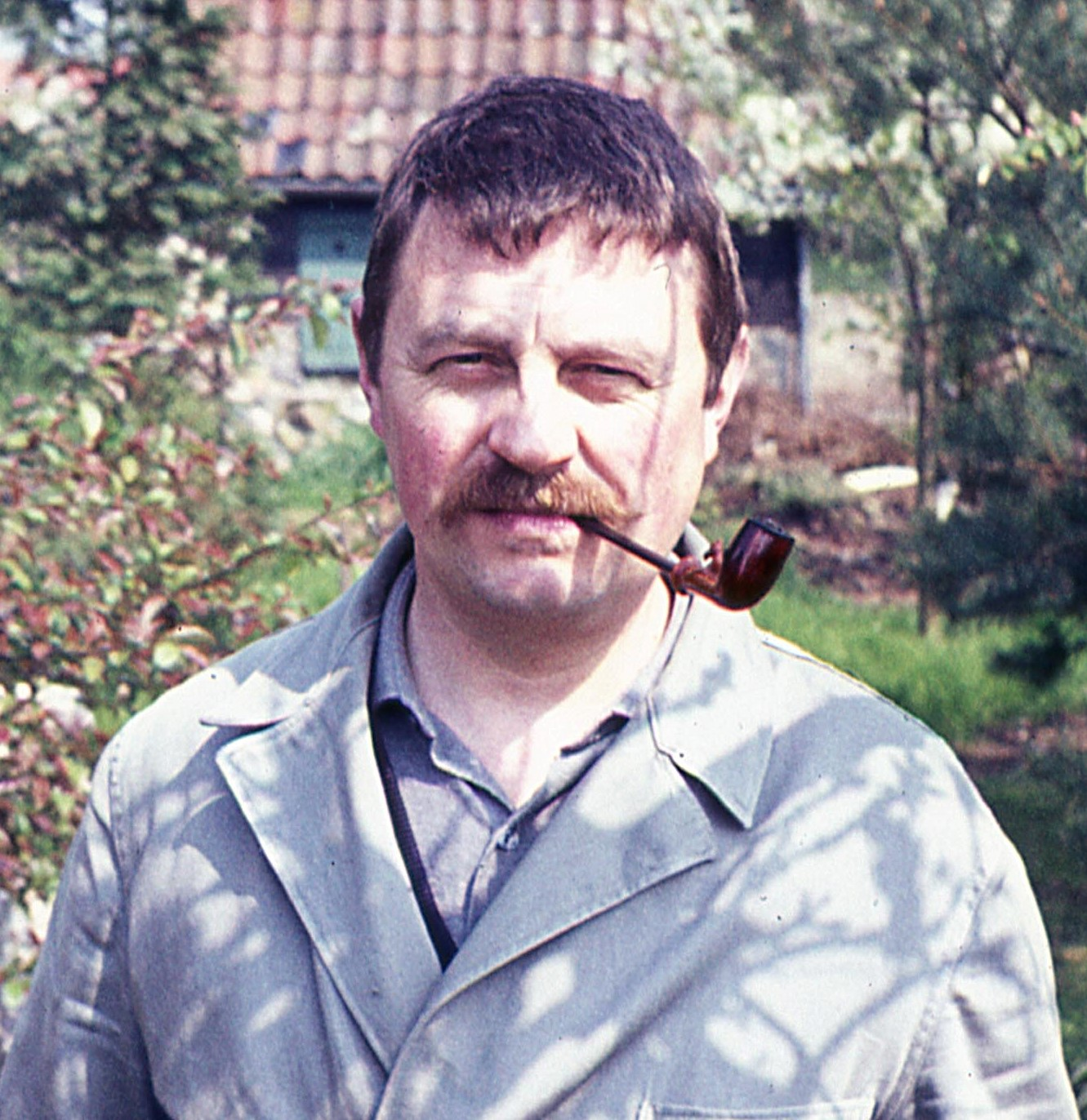
Lucien De Gheus, ca.1969

Lucien De Gheus (Poperinge, 20 maart 1927 - Poperinge, 17 juni 2013) Belgisch beeldhouwer en keramist die in de jaren 1950 en 1960 succes boekte met zijn dikwijls religieuze sculpturen en keramische voorwerpen en gevelreliëfs.

## Levensloop
De Gheus volgt vanaf 1944 de opleiding Algemene Sierkunsten aan het Sint-Lucasinstituut te Brussel-Schaarbeek, aangevuld met beeldhouwen in avondonderwijs. Na succesvolle studies wordt hij in 1950 toegelaten tot het "Atelier Libre de Dessin" te Sint-Lambrechts-Woluwe, waar hij in contact komt met Oscar Jespers, Edgard Tytgat en de schilder Maurits Verbist, die een levenslange vriend wordt. Hun invloed is onmiskenbaar.

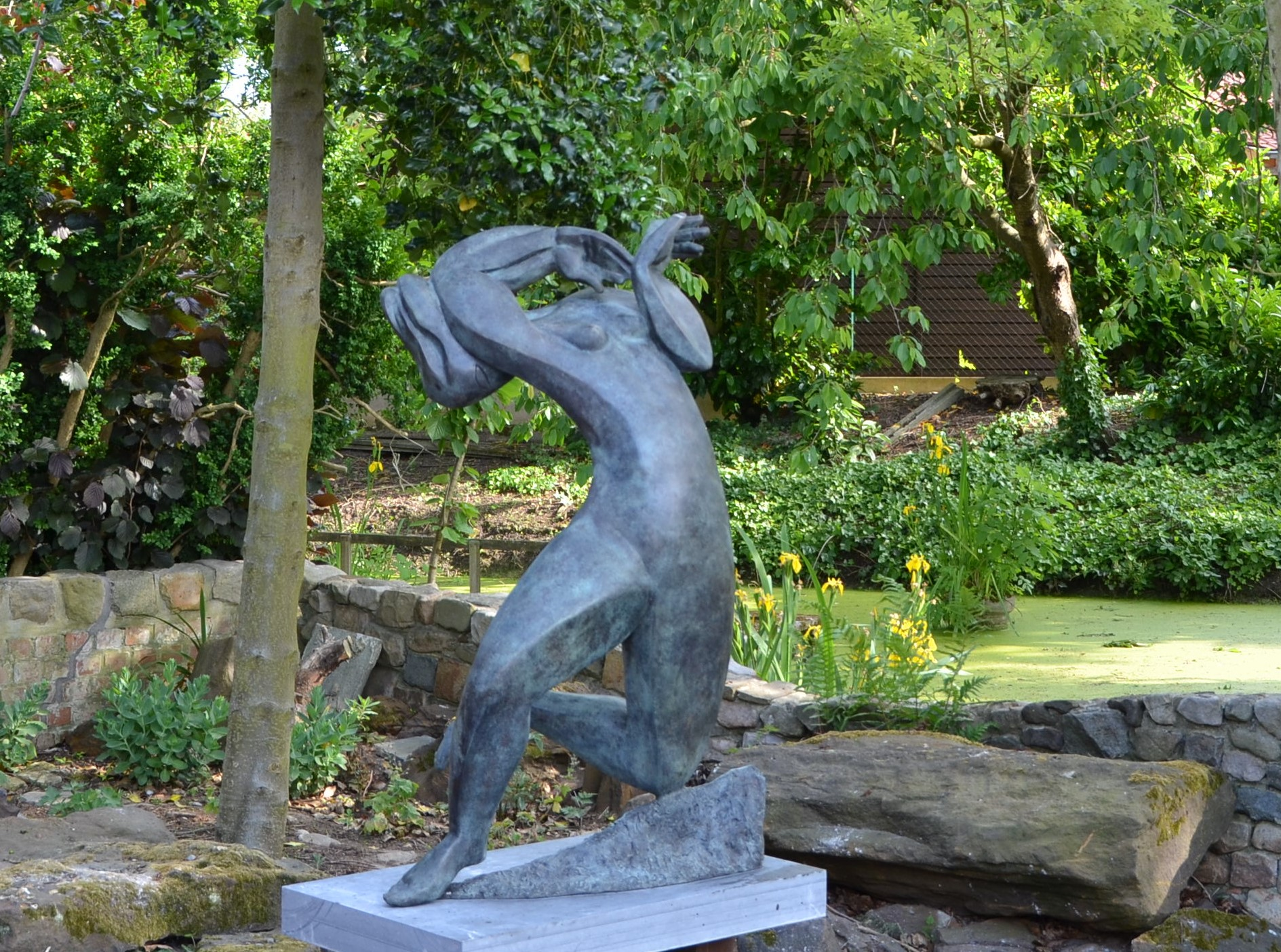
De Gheus, "Dansende Vrouwenfiguur" 1953

Hij start zijn carrière in zijn geboortestad Poperinge. De tweede prijs beeldhouwkunst Provincie West-Vlaanderen in 1953 met de sculptuur Dansende Vrouwenfiguur betekent de doorbraak en op Expo 58 te Brussel behaalt hij de gouden medaille voor keramiek.
De vernieuwing van de religieuze kunst in de jaren 1950 en 1960 zorgt voor grote opdrachten zoals de Madonna voor de kapel O.-L.-V.-Koningin van de Vrede te Heist-op-den-Berg 1961.  Het is echter in zijn keramiek, verwerkt in architectuur of als voorwerp an sich, dat hij zijn fantasiewereld gestalte geeft: de beelden, schalen en plaquettes zijn narratief, wonderlijk en schalks, en altijd eigenzinnig De Gheus. Rodeo te Brussel 1958, Collectie Stedelijk Museum Ieper.
Zeven jaar na zijn huwelijk met Suzanne Druant betrekt hij in 1961 een nieuwbouwwoning te Poperinge, aan Westouterstraat 80. Het huis is een staalkaart van de diverse disciplines waarin hij uitblinkt : gebrandschilderd glas, keramiek voor vloeren en vensterbanken, meubilair met keramiek inlegwerk, sculpturen en schilderijen. Sinds zijn dood in 2013 wordt dit patrimonium beheerd door de Private Stichting Lucien De Gheus - Druant, die de woning openstelt voor het publiek.  Het Museumhuis herbergt o.m. een ruime collectie keramiek en beeldhouwwerk De Gheus van 1947 tot ca. 2005.